# Monumento a Simón Bolívar (Cali)
El monumento a Simón Bolívar es un monumento pedestre que se encuentra en la ciudad de Santiago de Cali, capital del Valle del Cauca. 

## Historia
Así como en tantas otras ciudades del país, de Latinoamérica e inclusive de Europa, Cali cuenta desde 1922 con un monumento erigido a Simón Bolívar. Se tienen registro de la iniciativa desde 1912, cuando Ignacio Guerrero, miembro de la entonces denominada Junta de Ornato solicitó a la asamblea departamental una partida para la consecución de una estatua ecuestre del libertador, que se erigiría en una de las plazas de esta capital con motivo de la llegada del ferrocarril a la ciudad, y como un tributo de gratitud de los vallecaucanos al Padre de la Patria. La solicitud fue acogida y se iniciaron las gestiones tendientes a la consecución de la estatua en Europa. Inicialmente, la asamblea destino $25.000 y, por su parte, la junta de Ornato nombró una comisión encargada de recoger fondos. Aunque se enviaron circulares al comercio, a gremios de la ciudad y se realizaron diferentes tipos de eventos, parece ser que no dio los frutos esperados.
La idea se retomó en 1917. Se planteó la posibilidad de adquirir una copia de la estatua ecuestre de Bolívar inaugurada recientemente en Caracas y publicadas en la revista Cromos. La obra en cuestión fue realizada por la escultora Sally Tarnham, residente en Nueva York. La junta de Ornato, contacto con la artista referida para solicitar un presupuesto y definir las condiciones mediante las cuales se realizara el encargo. Tal parece que el costo superó las posibilidades presupuestarias del momento y por esta razón se ordenó desistir del proyecto.
No obstante, el proyecto se retomó y mediante Ordenanza de la asamblea Departamental No. 026 del 4 de agosto de 1920, se legalizo su realización. En 1921, la entonces junta de Ornato y Mejoras Públicas y la Asamblea Departamental formalizaron la compra de una copia de la estatua de Bolívar, modelada por el escultor italiano, Pietro Tenerani, para entonces ya fallecido, y se procedió a girar la suma pactada a José Vicente Concha, Ministro de Colombia en Roma, para atender al pago de la fundición de la escultura, que fue entregada en el puerto de Génova, cuatro meses después. Cuando llegó a Cali, en junio de 1922, la gobernación determinó colocarla en las ceibas del otro lado del río, en el sitio donde Bolívar pronunció un discurso en su paso hacia el sur, en el marco de la campaña libertadora.
El 20 de julio fue inaugurado el monumento en el lugar que tres años antes había sido denominado parque de Simón Bolívar. Desde aquel entonces, cuando aún se hallaba acompañado de la edificación del antiguo Batallón Pichincha -demolido en 1968-, constituye un referente obligatorio de la ciudad y epicentro de actos cívicos, religiosos y culturales, como la celebración de fiestas patrias, condecoraciones e innumerables actos protocolarios por parte de la administración local.
Los cuatro relieves que acompañan el monumento e fundieron en los talleres de Ferdinand von Muller, en Múnich, en Alemania. Estos simbolizan: la proclamación de la independencia; una representación de Bolívar ecuestre cuando concede el perdón a un soldado español luego de ser vencido en la batalla de Boyacá; el juramento a la constitución; y, la emancipación de los esclavos.